# Masalia albisticta
Masalia albisticta är en fjärilsart som beskrevs av Antonius Johannes Theodorus Janse 1917. Masalia albisticta ingår i släktet Masalia och familjen nattflyn. Inga underarter finns listade i Catalogue of Life.